# George MacDonald
George MacDonald (ur. 10 grudnia 1824, zm. 18 września 1905) – szkocki pisarz, absolwent University of Aberdeen.
Autor twórczości fantastycznej dla dzieci i młodzieży. Był autorem między innymi powieści Na skrzydłach północnej wichury (1871) oraz Królewna i goblin (1872). W twórczości dla dorosłych łączył groteskę z alegorią i mistycyzmem, jako autor poematu Within and Without (1855) oraz powieści David Elginbrod (1863) i Robert Falconer (1868) opisujących życie ludu w północno-wschodniej Szkocji.
Był mentorem Lewisa Carrolla. Jego twórczością zachwycali się m.in. J.R.R. Tolkien i Clive Staples Lewis.

## Publikacje

### Fantasy
- Phantastes: A Fairie Romance for Men and Women (1858)
- Dealings with the Fairies (1867), zawierający The Golden Key, The Light Princess, The Shadows oraz inne krótkie opowieści
- At the Back of the North Wind (1871), polskie tłum. Na skrzydłach północnej wichury
- Works of Fancy and Imagination (1871), zawierający m.in. Within and Without, Cross Purposes, The Light Princess, The Golden Key
- The Princess and the Goblin (1872); polskie tłum.:
  - Księżniczka i koboldy przeł. Monika Auriga
  - Królewna i goblin przeł. Magda Sobolewska, ilustr. Piotr Bednarczyk
- The Princess and Curdie (1883), ciąg dalszy The Princess and the Goblin; polskie tłum. Królewna i Curdie przeł. Magda Sobolewska, ilustr. Piotr Bednarczyk

Jego opowiadanie Golden Key zostało opublikowane w The Mammoth Book Of Fantasy i zostało przetłumaczone jako Złoty klucz w zbiorze Wielka księga fantasy: tom 1.
Natomiast opowieści The Light Princess, The Golden Key i The Giant's Heart zostały przetłumaczone w tomie Lekka księżniczka i inne baśnie przez Emilię Kiereś.

### Fikcja
- David Elginbrod (1863)
- Robert Falconer (1868)
- Thomas Wingfold, Curate (1876)
- Paul Faber, Surgeon (1879), ciąg dalszy Thomas Wingfold, Curate
- There and Back (1891; opublikowane ponownie w zmienionej formie jako The Baron's Apprenticeship), ciąg dalszy do Thomas Wingfold, Curate i Paul Faber, Surgeon; polskie tłum. Tajemnica sir Wiltona

## W kulturze popularnej
- Wizerunek goblinów został zapożyczony z powieści Królewna i goblin przez J.R.R. Tolkiena do Hobbit, czyli tam i z powrotem[1].
- Na podstawie powieści The Princess and the goblin powstał w 1991 roku japońsko-węgiersko-brytyjski film animowany w reżyserii Józsefa Gémesa pt. Księżniczka i chochliki.
- Baśń The Light Princess została zaadaptowana jako musical. 25 września 2013 roku w Lyttelton Theatre (Royal National Theatre) w Londynie odbyła się premiera musicalu The Light Princess[2][3]. Tori Amos była autorką muzyki i tekstów piosenek, a Samuel Adamson – scenariusza (adaptacji) i tekstów piosenek[2][4]. Widowisko reżyserowała Marianne Elliott[3]. Za choreografię odpowiadał Steven Hoggett[2][3].
- Postać George’a MacDonalda pojawia się w powieści Podział ostateczny C.S. Lewisa i pełni funkcję przewodnika głównego bohatera po Niebie[5].